# AIG Japan Open Tennis Championships 2008
Die AIG Japan Open Tennis Championships 2008 waren ein Tennisturnier der WTA Tour 2008 für Damen und ein Tennisturnier der ATP Tour 2008 für Herren in Tokio und fanden zeitgleich vom 23. Februar bis 1. März 2008 statt.

## Herrenturnier
→ Qualifikation: AIG Japan Open Tennis Championships 2008/Herren/Qualifikation

## Damenturnier
→ Qualifikation: AIG Japan Open Tennis Championships 2008/Damen/Qualifikation